# Xenaprostocetus
Xenaprostocetus is een geslacht van vliesvleugeligen uit de familie Eulophidae. De wetenschappelijke naam van dit geslacht is voor het eerst geldig gepubliceerd in 1987 door Graham.

## Soorten
Het geslacht Xenaprostocetus is monotypisch en omvat slechts de volgende soort:
- Xenaprostocetus pungens Graham, 1987